# 연애 졸업반
"연애 졸업반"(The Completion Of Love)은 한국에서 제작된 이형표 감독의 1964년 영화이다. 강신성일 등이 주연으로 출연하였고 박완 등이 제작에 참여하였다.

## 출연

### 주연
- 강신성일
- 엄앵란
- 김승호

### 조연
- 윤인자
- 최지희
- 방성자
- 남미리

## 기타
- 조명: 고해진
- 미술: 박석인
- 현상: 국일